# Luis Heysen
Luis E. Heysen Incháustegui (Chiclayo, 13 de julio de 1903-Lima, 16 de mayo de 1980) fue un ingeniero agrónomo, sociólogo y político peruano. Dirigente destacado del Partido Aprista Peruano, fue diputado constituyente (1931 y 1978-1980) y senador de la República (1945-1948 y 1963-1968).

## Biografía
Fue el hijo mayor de Luis Heysen Voss (inmigrante alemán dedicado a la docencia), y de la dama chiclayana Clorinda Incháustegui Quiñones. Estudió en el Colegio Nacional de San José de su ciudad natal. Al culminar su educación secundaria, viajó a Lima para cursar estudios en la Escuela Nacional de Agricultura y Veterinaria, hoy Universidad Nacional Agraria La Molina (1922). Ese mismo año conoció a Víctor Raúl Haya de la Torre, entonces destacado líder estudiantil, con quien trabó amistad. Ejerció como profesor de la Universidad Popular González Prada. Tuvo destacada participación en la protesta del 23 de mayo de 1923 contra el gobierno de Augusto B. Leguía, así como en otros movimientos estudiantiles contra la reelección presidencial. Por ese motivo, en diciembre de 1924 fue deportado a Chile. Luego pasó a Argentina, donde ingresó a la Facultad de Agronomía de la Universidad de La Plata, siendo elegido en 1926 Presidente de la Federación de Estudiantes. Siguió también cursos de Economía. 
Contribuyó a organizar, en Buenos Aires, la primera célula del APRA (Alianza Popular Revolucionaria Americana), movimiento de carácter indoamericano que su amigo Haya de la Torre había fundado en México en 1924. En 1928 viajó a París para apaciguar las discrepancias entre los desterrados peruanos que integraban la célula aprista; y en La Sorbona continuó sus estudios de Economía.  En 1929 viajó a Alemania, donde se encontró con Haya de la Torre. De vuelta a la Universidad de La Plata, en diciembre de 1930 se graduó de Ingeniero Agrónomo con la tesis «Presente y Porvenir del Agro Argentino», trabajo que por su calidad mereció ser publicado por la misma Universidad.
Retornó al Perú en 1931 y participó activamente en la organización y acción inicial del Partido Aprista Peruano (fundado en Lima en 1930), así como en la campaña electoral de 1931 que llevaría a su elección como diputado por Lambayeque al Congreso Constituyente. Prestó el juramento respectivo con estas palabras: «Prometo por el Perú, por mi partido y por Haya de la Torre». Desde su escaño, y junto con los demás miembros de la Célula Parlamentaria Aprista (en total 23 diputados), ejerció una tenaz oposición al gobierno de Luis Sánchez Cerro, que reaccionó violentamente. Sin mediar desafuero, todos los diputados apristas  fueron apresados y desterrados, en febrero de 1932, a excepción de Heysen, que eludió a sus perseguidores. 

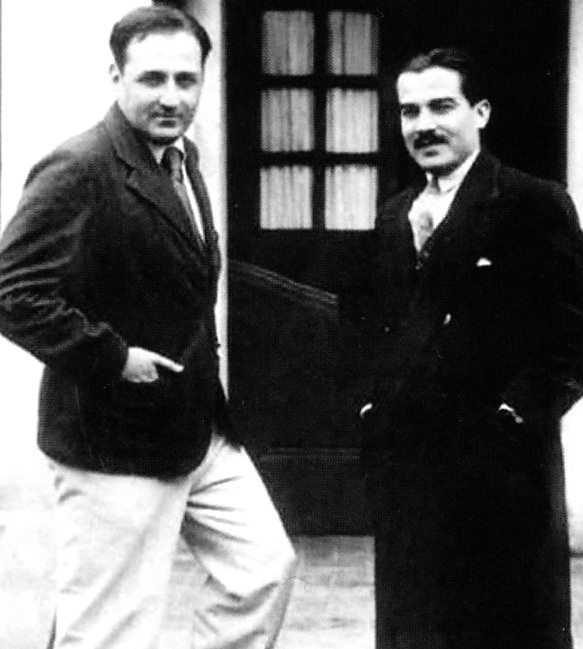
Víctor Raúl Haya de la Torre y Luis Heysen, un día después de la liberación del primero, en agosto de 1933.

En su calidad de secretario general del comité de acción, Heysen se convirtió en el líder de su partido en la clandestinidad. Descontando algunos breves intervalos de tolerancia política, se mantuvo oculto (“en las catacumbas”) hasta mayo de 1945, en que el aprismo recobró la legalidad. En ese año, el Frente Democrático Nacional, agrupación que congregaba a diversos partidos, entre ellos al aprista, lanzó la candidatura del doctor José Luis Bustamante y Rivero, que resultó triunfante. Heysen, como integrante de la lista de candidatos de dicho Frente, fue elegido senador por Lambayeque, su departamento natal. Al año siguiente contrajo matrimonio con Angélica Zegarra Russo, de familia chiclayana. 
Cuando el gobierno de Bustamante y Rivero puso "fuera de la ley" al partido aprista, a raíz del motín de la armada del 3 de octubre de 1948 en el Callao, Heysen fue apresado y trasladado a la penitenciaría. El gobierno del general Manuel A. Odría lo mantuvo encerrado durante tres años (1948-1951), luego de lo cual lo deportó a la Argentina. Allí, Heysen trabajó como consultor de economía del Ministerio de Hacienda. Un año después se trasladó a Puerto Rico, donde laboró como consejero de la Junta de Planificación (1952), y de la secretaría de Agricultura y Comercio (1953).
En su calidad de economista consejero, en 1953 fue contratado por las Naciones Unidas para trabajar en la FAO en México, donde se reunió con su familia. Cuando en 1956, el nuevo gobierno democrático de Manuel Prado Ugarteche amnistió a los perseguidos políticos, Heysen pudo retornar al Perú y trabajó como asesor de estudios agronómicos del Ministerio de Agricultura, ante el Comité del Quirós (1958-1961). También se desempeñó como catedrático de economía agraria en la Facultad de Ciencias Económicas de la Universidad Nacional Mayor de San Marcos (1958-1966). En 1961 viajó a Italia para estudiar la reforma agraria.
Nuevamente fue elegido Senador por Lambayeque en las elecciones de 1962, que fueron anuladas por el golpe militar. En las elecciones de 1963, volvió a ganar y llegó a ser el primer vicepresidente de su cámara (1965-1966). En 1966 se graduó de doctor en Sociología con su tesis titulada «Hacia la gran transformación sociológica». Desempeñó su función legislativa hasta octubre de 1968, cuando se produjo el golpe militar del general Juan Velasco Alvarado.
Por esos años se dedicó también a la docencia universitaria, como catedrático de Sociología Administrativa (1963-1973), Decano de la Facultad de Ciencias Administrativas y Rector de la Universidad Nacional Federico Villarreal (1963-1966).
Continuó haciendo vida partidaria y en 1978 fue elegido diputado a la Asamblea Constituyente, la misma que fue presidida por Víctor Raúl Haya de la Torre, en el marco de la política de retorno a la democracia emprendida por el gobierno militar de Francisco Morales Bermúdez. Tuvo destacada participación en la elaboración de la Constitución de 1979.
Pese a hallarse ya anciano y enfermo, postuló a una senaduría en las elecciones generales de 1980, pero falleció dos días antes de dichos comicios, el 16 de mayo de 1980.

## Obras principales
- EL ABC de la peruanización (Cuzco, 1931)
- México, precursor del agrarismo (1955)
- Influencia mexicana del agrarismo en América (1955)
- La reforma agraria en marcha (México, 1957)
- Poblaciones indígenas como problema (México, 1957)
- Fundamentos sociológicos del desarrollo regional (1964)
- Avance agrario en América (1966)
- Temas y obras del Perú (1974,1975 y 1977).